# Sinonatrix percarinata
Sinonatrix percarinata là một loài rắn trong họ Rắn nước. Loài này được Boulenger mô tả khoa học đầu tiên năm 1899.

## Hình ảnh

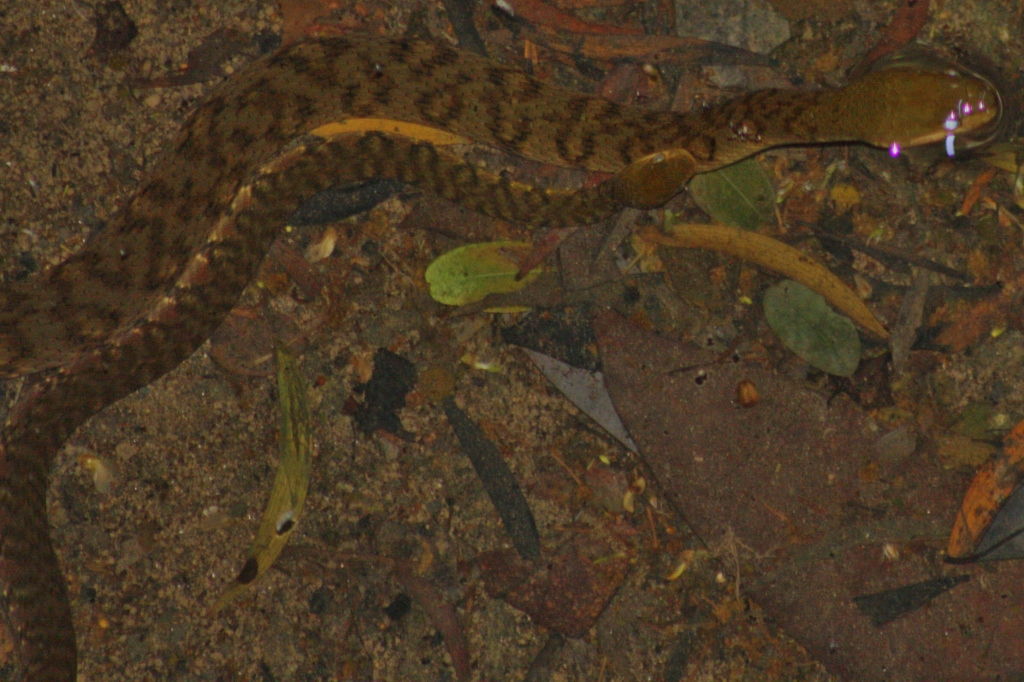